# Emilio Salaber
Emilio Salaber est un footballeur espagnol né le 16 février 1937 à La Almolda (Espagne) et mort le 2 octobre 2018 à Nîmes (France),. Il mesure 1,68 m pour 66 kg. Cet attaquant a joué à Nîmes Olympique, UA Sedan-Torcy et RC Strasbourg.

## Carrière de joueur
- 1956-1959 :  Nîmes Olympique
- 1959-1965 :  UA Sedan-Torcy
- 1965-1966 :  RC Paris
- 1966-1967 :  Nîmes Olympique
- 1967-1969 :  RC Strasbourg

## Palmarès
- Vainqueur de la Coupe de France 1961 (avec l'UA Sedan-Torcy)
- Finaliste de la Coupe de France 1965 (avec l'UA Sedan-Torcy)
- 63 buts en 295 matchs en division 1.